# Troupe du roi de Danemark
La troupe du roi de Danemark est une troupe de théâtre française active au Danemark entre 1682 et 1721.

## Composition
- Paul Belleville de Foy
- Claude Biet dit Hauteville
- Nicolas Bonneville
- Madame Bonneville
- Jean Bouillart dit La Garde (1682-1694)
- Julien Bourdais dit Dorilly (1686-1694)
- Jeanne Chambly (1701-1717)
- Mlle Rosette
- Marie-Madeleine-Armande de la Garde (1682-1690)
- Philippe Chaumont
- Marie-Madeleine-Ange Coirat, dite Mlle de Belleroche (1682-1689)
- Ange-François Corrare (ou Coirat), dit Belleroche (1682-1695)
- Nicolas Desmares, dit Champmeslé (1682-1685)
- Nicolas Desmares (1712-1721)
- Jacques Du Buisson (1701-1721)
- Nicolas Du Majot (ou Du Manjot, 1701-1708)
- Anne d'Ennebaut (1682)
- d'Erval
- Martine-Geneviève Giraut (1694)
- Laurent Guérin d'Estriché
- Jubert
- Jeanne-Françoise de Lan, dite Bellefleur (1692)
- Marthe Le Charton (1682)
- Claude Loier, épouse Du Buisson (1701)
- Jean-Baptiste de Lorme, dit Châteauvert (1686)
- Marie Madeleine de Montaigu (1716-1721)
- René Magnon, dit Montaigu (1686-1721)
- Nicolas-Jean-Baptiste Morin, dit de La Croix
- Jean de Nevers (1682-1694)
- Jean de Nouvel (1682)
- Charles-Louis Pallai, dit Versigny (1682)
- Françoise de Penhoet Nevers (1682-1690)
- Louis Perlis (1704-1721)
- Jean Poisson, dit Poisson de Granville (1706-1710)
- Toinette Poitiers, dite Hauteville (1701-1704)
- Mlle Rochemore (1686)
- Roudo (1702)
- François Toubel (1703-1705)
- Marie-Anne de Touchemarie, épouse Poisson de Granville (1706-1710)
- Verstang (1686)